# 行弘寺
行弘寺（ぎょうこうじ）は、埼玉県さいたま市南区にある天台寺門宗の寺院。

## 歴史
807年（大同2年）に開山された。現在の所属宗派は天台寺門宗であるが、江戸時代までは修験道本山派の寺院であり、武蔵国足立郡中尾村（現・さいたま市緑区中尾）にあった「玉林院」の末寺であった。
1968年（昭和43年）、不動堂が焼失したが、この不動堂は旧玉林院の本堂を移築したものといわれている。
境内には、「星野順栄の寿碑」と呼ばれる筆塚がある。星野順栄とは当寺の住職であり、寺子屋の師匠でもあった。順栄存命中の1893年（明治26年）に教え子によって建てられたものである。

## 玉林院について
玉林院（ぎょくりんいん）は、武蔵国足立郡中尾村（現・さいたま市緑区中尾）にあった修験道本山派の寺院。
790年（延暦9年）、黒珍によって開山された。江戸時代は20～30か寺の末寺を擁していたという。1874年（明治7年）、神仏分離政策により廃寺となった。
現在、跡地には学校法人饗庭学園の幼稚園「あかつき幼稚園」が建てられている。

## 文化財
- 足立百不動尊供養塔（さいたま市指定有形文化財 昭和60年3月28日指定）[5]
- 行弘寺のツバキ（さいたま市指定天然記念物 昭和62年3月31日指定）[6]

## 交通アクセス
- 南浦和駅より徒歩22分
- 国際興業バス 南浦55・浦50 「善前」下車 徒歩2分